# Diecezja Margarita
Diecezja Margarita (łac. Dioecesis Margaritensis) – diecezja Kościoła rzymskokatolickiego w Wenezueli. Należy do archidiecezji Cumaná. Została erygowana 18 czerwca 1969 przez papieża Pawła VI mocą konstytucji apostolskiej Verba Christi.

## Ordynariusze
- Francisco de Guruceaga Iturriza (1969 - 1973)
- Tulio Manuel Chirivella Varela (1974 - 1982)
- César Ramón Ortega Herrera (1983 - 1998)
- Rafael Ramón Conde Alfonzo (1999 - 2008)
- Jorge Quintero Anibal Chacón (2008 - 2015)
- Fernando José Castro Aguayo (od 2015)